# Gmina Lipnica Wielka
Gmina Lipnica Wielka je gmina na polské Oravě, na úpatí Babí Góry, v okrese Nowy Targ, který je součástí Malopolského vojvodství. Sídlem gminy je Lipnica Wielka. Podle údajů z roku 2016 žilo v této gmině 6033 obyvatel. Gmina sousedí se Slovenskem, hovoří se zde oravským nářečím.

## Struktura povrchu
Podle údajů z roku 2002 má gmina Lipnica Wielka rozlohu 67,47 km², z toho:
- orná půda 32,6 %;
- louky a pastviny 15,5 %;
- lesy 46,7 %;
- pustiny, vody, zastavěné plochy a komunikace 9,2 %.

Gmina zaujímá 4,58 % rozlohy okresu.

## Místní části
- Lipnica Wielka (starostenství: Murowanica, Centrum, Skoczyki, Przywarówka)
- Kiczory (osady: Bartoszowa Polana, Leśniczówka na Lniarce, hájovna Śmietanowa)

## Sousední gminy
Jabłonka, Zawoja